# Cneu Aruleno Célio Sabino
Cneu Aruleno Célio Sabino (em latim: Gnaeus Arulenus Caelius Sabinus) foi um senador romano nomeado cônsul sufecto para o período de abril a junho de 69 com Tito Flávio Sabino. Os dois já haviam sido escolhidos para este período por Nero ou Galba e o imperador vitorioso até aquele momento na guerra civil de 69, Vitélio, não objetou, o que lhes permitiu começarem o consulado. Célio Sabino era parente distante do futuro imperador Vespasiano e Flávio Sabino era sobrinho dele.
Sucedeu a Caio Cássio Longino como líder de uma escola de pensamento jurídico conhecido como "Sabinianos" e escreveu uma obra (perdida) chamada "Libri de edicto aedilium curulium".